# Erechthias ancostyla
Erechthias ancostyla är en fjärilsart som beskrevs av Edward Meyrick 1927. Erechthias ancostyla ingår i släktet Erechthias och familjen äkta malar.
Artens utbredningsområde är Samoa. Inga underarter finns listade i Catalogue of Life.